# Houston
Houston er den største by i staten Texas og den fjerdestørste by i USA med 2.304.580 (2020) indbyggere, heraf ca. 24% sorte og 44% spansktalende. Det sammenhørende storbyområde har 7.122.240(2020) indbyggere. Byen har et areal på 1.725 km2
. Byens navn stammer fra den tidligere general Sam Houston.
Efter i kort tid at have været hovedstad i Republikken Texas (1836-39, 1842-45) voksede den langsomt som handelscenter i 1800-tallet (bomuld, kvæg og ris). Senere satte væksten for alvor ind kort efter år 1900, da byen blot talte 45.000 indbyggere. Væksten skyldtes dels nogle store oliefund, som på få år forvandlede byen til et førende oliecenter, dels færdiggørelsen af en 80 km lang skibskanal med forbindelse til Den Mexicanske Golf (1914). Havnen er i dag blandt de største i USA, og her findes en stor koncentration af især olieraffinaderier og petrokemiske virksomheder.
Det gav rystelser over hele landet, da byens hjemmehørende energiselskab Enron blev erklæret konkurs i 2001. I Houston mistede 4.000 mennesker deres arbejde og pension. NASA kontrolcenteret Johnson Space Center ligger i Houston hvorfra kontrollen med USA's bemandede rumflyvninger koordineres.
Downtown Houston, som omfatter Historic District og Theater District, er hjemsted for en række Fortune 500 selskaber, herunder nogle af de største energiselskaber i verden. Det er også hjemsted for Houston Ballet og Houston Symphony. West Loop er kendt fra høje ende af shopping komplekser, og er hjemsted for nogle af de velhavende og eksklusive kvarterer i byen. 
Økonomien i Houston er præget af transport, produktion, energi og flyindustrien. Ud over rumrejser er Houston også kendt for sine museer og scenekunst.

## Historie
Houston blev grundlagt i august 1836 da brødrene John Kirby Allen og Augustus Chapman Allen, to ejendomsspekulanter fra New York købte 27 km² land af T. F. L. Parrot for at grundlægge "et mægtigt center for regeringsførelse og handel". Brødrene opkaldte deres by efter Sam Houston.
Houston var mellem 1836 og 1839 hovedstad i Republikken Texas. Nu er Austin hovedstad.